# Musikåret 2005

## Händelser
- 31 januari – R.E.M. uppträder i Globen, Stockholm.[1]

- 6 februari – Crosby & Nash uppträder i Konserthuset, Stockholm.[2]
- 8 februari – Crosby & Nash uppträder i Rondo, Göteborg.[3]
- 12 februari – Svensk premiär för musikalen Mamma Mia! på Cirkus i Stockholm[4]
- 16 februari – Premiär för musikalen Sol, vind och vatten med Ted Gärdestads musik.[5]
- 26 februari – Judas Priest uppträder i Globen, Stockholm.[6]

- 5 mars – John Fogerty uppträder i Globen, Stockholm
- 6 mars – Laura Pausini uppträder i Annexet, Stockholm.[7]
- 12 mars – Låten Las Vegas framförd av Martin Stenmarck vinner Melodifestivalen.[8]
- 28 mars – Westlife uppträder i Globen, Stockholm.[9]

- 17 april – Den första kombinerade fysiska och digitala singellistan publiceras, i en tid då skivindustrin säljer allt mindre fysiska singlar.[10]
- 21 april – Nick Lowe uppträder i Storan, Göteborg.
- 30 april – Queen + Paul Rodgers uppträder i Globen, Stockholm.[11]

- 12 april – Mark Knopfler uppträder i Globen, Stockholm.
- 15 april – Mark Knopfler uppträder i Scandinavium, Göteborg.
- 17 april – Destiny's Child uppträder i Globen, Stockholm.[12]
- 21 april – Låten My Number One framförd av Helena Paparizous vinner Eurovision Song Contest i Kiev.[13]

- 7 juni – Rod Stewart uppträder i Globen, Stockholm.[14]
- 7 juni – Eels uppträder i Södra Teatern, Stockholm.
- 13 juni – Popstjärnan Michael Jackson förklaras icke skyldig för barnsexbrott.[15]
- 16 juni – Crosby, Stills & Nash uppträder i Globen, Stockholm.[16]
- 21 juni – R.E.M. uppträder i Trädgårdsföreningen, Göteborg.[17]
- 22 juni – Avril Lavigne och Simple Plan uppträder i Globen, Stockholm.[18]
- 23 juni – Bruce Springsteen uppträder i Scandinavium, Göteborg.[19]
- 25 juni – Bruce Springsteen uppträder i Hovet, Stockholm.[20]

- 3 juli – Black Sabbath uppträder i Globen, Stockholm.[21]
- 3 juli – Green Day uppträder i Scandinavium, Göteborg.[22]
- 9 juli – Iron Maiden uppträder i Ullevi, Göteborg.[23]
- 29 juli – U2 uppträder i Ullevi, Göteborg.[24]

- 14 augusti – Bad Religion uppträder i Arenan, Stockholm.[25]

- 22 oktober – Sångerskan Tarja Turunen i Nightwish får sparken från bandet.[26]
- 22 oktober – Abba:s Waterloo utses till tidernas bästa vinnarbidrag i Eurovision Song Contest.[27]

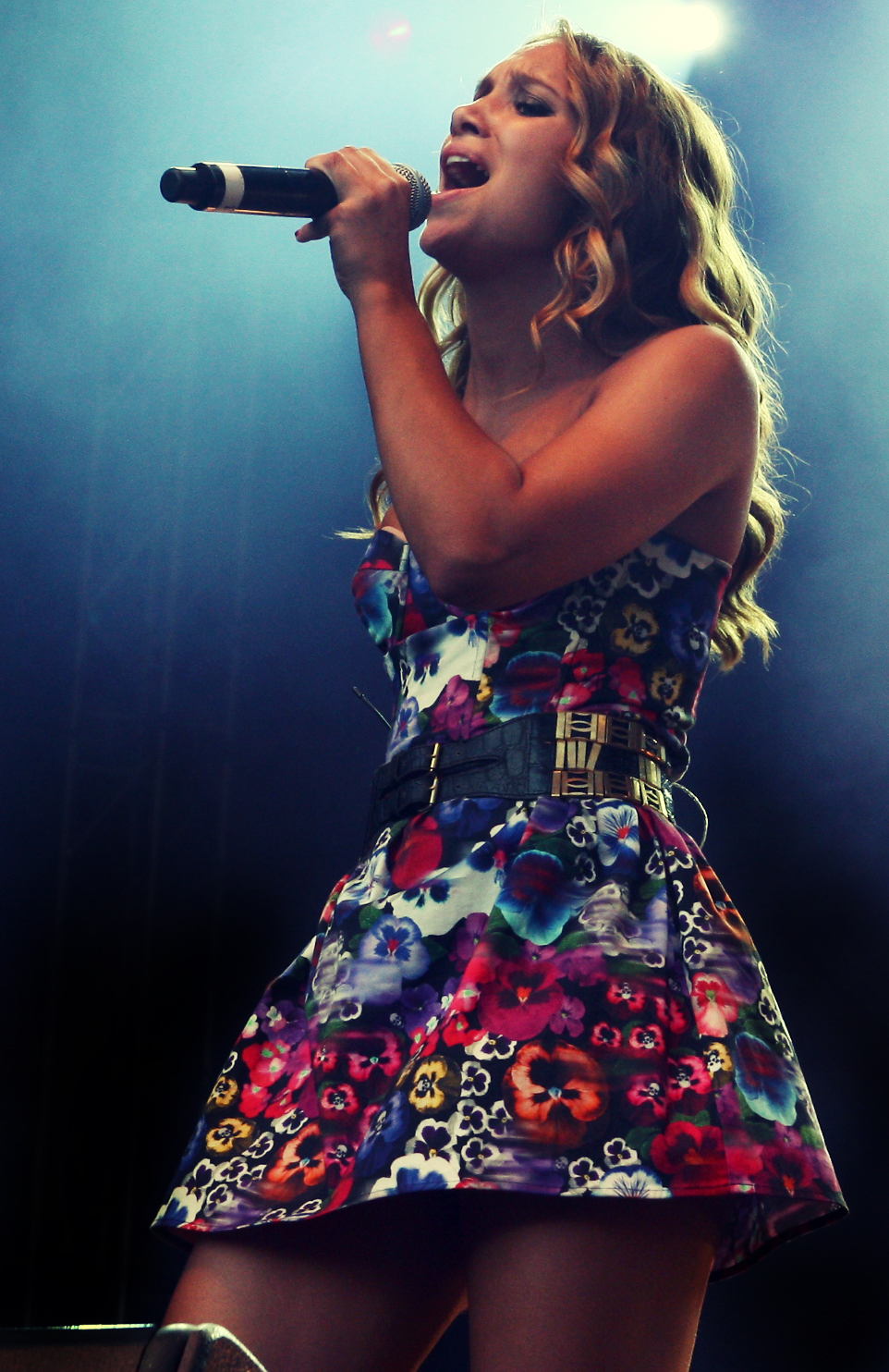
Agnes Carlsson

- 2 december – Agnes Carlsson vinner Idol.[28]
- 3 december – Electric Banana Band uppträder i Globen, Stockholm.[29]
- 8 december – Franz Ferdinand uppträder i Arenan, Stockholm.[30]
- 30 december – Låten Jag ska inte räkna tårarna av Mona G:s orkester utses till "årets låt 2005" på Kalaslistan [31].

## Priser och utmärkelser
- 10 januari: P3 Guld[32]
- 11 januari: Jazz i Sverige – Daniel Karlsson
- 14 januari: Rosenbergpriset – Anders Hillborg[33]
- 1 februari: Manifestgalan[34]
- 7 februari: Grammisgalan[35]
- 9 februari: Ted Gärdestadstipendiet – Jonas Borgström[36]
- 24 februari: Lars Gullin-priset – Georg Riedel[37]
- 17 mars: Musikexportpriset – In Flames[38]
- 2 april: Alice Babs Jazzstipendium – Torbjörn Zetterberg[39]
- 2 april: Jazzkatten[40]
- 8 april: Schockpriset – Mauricio Kagel[41]
- 28 april: Svenska Dirigentpriset – Hans Vainikainen[42]
- 2 maj: Olle Adolphsons minnespris – Lars Forssell[43]
- 6 maj: Hugo Alfvénpriset – Georg Riedel
- 23 maj: Polarpriset – Gilberto Gil och Dietrich Fischer-Dieskau[15]
- 6 juni: Litteris et Artibus – Anna Lindal, Cecilia Rydinger Alin, Per Tengstrand, Peter Jablonski och Putte Wickman.[44]
- 10 juni: Nordiska rådets musikpris – Cikada[45]
- 21 juni: Platinagitarren – Joakim Berg[46]
- 16 juli: Fred Åkerström-stipendiet – CajsaStina Åkerström[47]
- 8 augusti: Cornelis Vreeswijk-stipendiet – Freddie Wadling[48]
- 11 augusti: Johnny Bode-stipendiet – Sven Kristersson
- 21 september: Jan Johansson-stipendiet – Anders Widmark[49]
- 24 september: Norrbymedaljen – Anne Johansson
- 2 oktober: Årets barn- och ungdomskörledare – Anna Cederberg-Orreteg
- 10 oktober: Årets körledare – Gary Graden[50]
- 20 oktober: Gevalias musikpris – Daniel Blendulf
- 23 oktober: Årets kör – Hjo kyrkas ungdomskör[51]
- 26 oktober: Jenny Lind-stipendiet – Mia Karlsson[52]
- 9 november: Albin Hagströms Minnespris – Lasse Wellander
- 17 november: Mindre Christ Johnson-priset – Victoria Borisova-Ollas
- 22 november: Ulla Billquist-stipendiet – Robyn[53]
- 22 november: Tigertassen – Siw Malmkvist[53]
- 24 november: Crusellstipendiet – Eva-Charlotte Roslin[54]
- 28 november: Kungliga Musikaliska Akademiens Jazzpris – Monica Zetterlund[55]
- 7 december: Ceciliapriset – Rutger Åsheim
- 12 december: Atterbergpriset – Håkan Elmquist[56]
- 15 december: Medaljen för tonkonstens främjande – Berit Lindholm, Hans Åstrand, Ingemar Månsson och Daniel Börtz
- 27 december: Spelmannen – Svenska Kammarorkestern[57]

## Årets album
Vänligen sortera soloartister på efternamn, musikgrupper på förstabokstaven (utan engelskans "The" och "A")

### 0 – 9
- 2 Many DJ's – 50,000,000 Soulwax Fans Can't Be Wrong
- 311 – Don't Tread on Me

### A – G
- Alice Cooper – Dirty Diamonds[58]
- Angelica Agurbash – Belarusachka
- Angelica Agurbash – Pravila lubvi
- Alice in Videoland – Outrageous[59]
- Allister – Before the Blackout
- Tori Amos – The Beekeeper[60]
- Elisabeth Andreassen – Short Stories[61]
- Animal Collective – Feels[62]
- Kristian Anttila – Innan bomberna[63]
- Antony & The Johnsons – I Am a Bird Now[64]
- Fiona Apple – Extraordinary Machine[65]
- Arch Enemy – Doomsday Machine[66]
- Audioslave – Out of Exile[67]
- Avenged Sevenfold – City of Evil
- Bathiya & Santhush – Neththara
- The Bear Quartet – Saturday Night[68]
- Beck – Guero[69]
- Malou Berg – Omine
- Bergman Rock – Bonjour Baberiba Pt. II[70]
- Better Than Ezra – Before the Robots
- Frank Black – Honeycomb[71]
- Black Label Society – Mafia[72]
- Mary J. Blige – The Breakthrough[73]
- Bloc Party – Silent Alarm[74]
- Bodies Without Organs – Prototype[75]
- The Bravery – The Bravery[76]
- Broken Social Scene - Broken Social Scene[77]
- By Night – Burn the Flags
- Caesars – Paper Tigers[78]
- Camp Kill Yourself – An Answer Can Be Found[79]
- Candlemass – Candlemass[80]
- Mariah Carey – The Emancipation of Mimi[81]
- Cardigans – Super Extra Gravity[82]
- Agnes Carlsson – Agnes
- Carola – Störst av allt[83]
- Carpark North – All Things to All People
- Children of Bodom- Are You Dead Yet?[84]
- Shirley Clamp – Lever mina drömmar
- Clap Your Hands Say Yeah – Clap Your Hands Say Yeah[85]
- Eric Clapton – Back Home[86]
- Clawfinger – Hate Yourself with Style[87]
- Coheed and Cambria – Good Apollo, I'm Burning Star IV: Volume 1. From Fear Through the Eyes of Madness
- Cold – A Different Kind of Pain
- Coldplay – X&Y[88]
- The Coral – The Invisible Invasion[89]
- Crashdïet – Rest in Sleaze[90]
- Billy Corgan – TheFutureEmbrace[91]
- Robert Cray – Twenty
- Sheryl Crow – Wildflower[92]
- Daft Punk – Human After All[93]
- Darin – The Anthem[94]
- Darin – Darin
- Dark Funeral – Attera Totus Sanctus[95]
- Dark New Day – Twelve Year Silence
- Dark Tranquillity – Character[96]
- Death By Stereo – Death for Life
- Death Cab for Cutie – Plans[97]
- Def Leppard – Yeah!
- Depeche Mode – Playing the Angel[82]
- Amy Diamond – This Is Me Now[98]
- Bruce Dickinson – A Tyranny of Souls[99]
- Thomas Di Leva – Free Life
- Dimmu Borgir – Stormblåst MMV
- Doktor Kosmos – Ett enkelt svar[100]
- Dream Theater – Octavarium[101]
- Dropkick Murphys – The Warrior's Code[102]
- Eels – Blinking Lights and Other Revelations[103]
- Lotta Engberg & Jarl Carlsson – Kvinna & man[104]
- Brian Eno – Another Day on Earth[105]
- Eskju Divine – Come And Join Close Your Eyes Become Blind We're On Our Way To Eskju Divine[106]
- Fantômas – Suspended Animation[107]
- Mylène Farmer – Avant que l'ombre
- Fat Joe – All or Nothing[108]
- Fear Factory – Transgression[109]
- Thorsten Flinck – Vildvuxna rosor[110]
- Ben Folds – Songs for Silverman[111]
- Foo Fighters – In Your Honor[112]
- Franska Trion – Gnistorna frestade oss
- Franz Ferdinand – You Could Have It So Much Better[113]
- Garbage – Bleed Like Me[114]
- Girls Aloud – Chemistry[115]
- Goldfrapp – Supernature[116]
- Gorillaz – Demon Days[117]
- Al Green – Everything's OK[118]
- Nanne Grönvall – Alltid på väg

### H – R
- Hammerfall – Chapter V: Unbent, Unbowed, Unbroken[119]
- HIM – Dark Light[120]
- Oliver Hartmann – Out in the Cold
- Molly Hatchet – Warriors of the Rainbow Bridge
- Richard Hawley – Coles Corner[121]
- The Hellacopters – Rock & Roll Is Dead[122]
- Hello Saferide – Introducing...Hello Saferide[123]
- Helloween – Keeper Of The Seven Keys: The Legacy[124]
- Håkan Hellström – Ett kolikbarns bekännelser[125]
- Håkan Hellström – Nåt gammalt, nåt nytt, nått lånat, nåt blått[126]
- Louise Hoffsten – From Linköping to Memphis[127]
- Horrorpops – Bring It On!
- Hot Hot Heat – Elevator[128]
- Frida Hyvönen – Until Death Comes[129]
- Billy Idol – Devil's Playground[130]
- Natalie Imbruglia – Counting Down the Days[131]
- Indica – Tuuliset tienoot
- Tony Iommi – Fused
- Isolation Years – Cover the Distance[132]
- Jill Johnson – Being Who You Are [133]
- Judas Priest – Angel of Retribution[134]
- Kaizers Orchestra – Maestro[135]
- Kamelot – The Black Halo
- Kate Bush – Aerial[136]
- Kent – Du & jag döden[137]
- KMFDM – Hau Ruck
- Köttgrottorna – Far åt helvete
- Laleh – Laleh[138]
- Daniel Lanois – Belladonna[139]
- LCD Soundsystem – LCD Soundsystem[140]
- Leif Karate – Let's Back the Wrong Band[141]
- Life of Agony – Broken Valley[142]
- Limp Bizkit – The Unquestionable Truth (Part 1)[143]
- Little Barrie – We Are Little Barrie[144]
- M.I.A. – Arular[145]
- Madonna – Confessions on a Dance Floor[146]
- the Magic Numbers – The Magic Numbers[147]
- The Mars Volta – Frances the Mute[148]
- Maria Mena – Apparently Unaffected
- Mew – And the Glass Handed Kites[149]
- Millencolin – Kingwood[150]
- Moby – Hotel[151]
- Moneybrother – To Die Alone[152]
- Mudvayne – Lost and Found
- MxPx – Panic
- Nada Surf – The Weight Is a Gift[153]
- New Order – Waiting for the Sirens' Call[154]
- The New Pornographers – Twin Cinema[155]
- Nickelback – All the Right Reasons[156]
- Nile – Annihilation of the Wicked
- Nine Inch Nails – With Teeth[157]
- Nordman – Anno 2005[158]
- Björn Norestig – Come Take a Shine[159]
- Oasis – Don't Believe the Truth[160]
- Sinead O'Connor – Throw Down Your Arms[82]
- Of Montreal – The Sunlandic Twins[161]
- Ol' Dirty Bastard – A Son Unique
- Mike Oldfield – Light & Shade
- Opeth – Ghost Reveries[162]
- Kelly Osbourne – Sleep in the Nothing[163]
- Sandra Oxenryd – All There Is[164]
- Pandora – 9 lives
- Michael Penn – Mr. Hollywood, Jr. 1947
- Pennywise – The Fuse
- Peps Blodsband – Äntligen![165]
- Joe Perry – Joe Perry
- Lena Philipsson – Jag ångrar ingenting[166]
- Robert Plant and the Strange Sensation – Mighty Rearranger[167]
- Queens of the Stone Age – Lullabies to Paralyze[168]
- Rammstein – Rosenrot[169]
- The Rasmus – Hide from the Sun[170]
- The Real Group – In the Middle of Life[171]
- Reel Big Fish – We're Not Happy 'Till You're Not Happy
- Robyn – Robyn[172]
- The Rolling Stones – A Bigger Bang[173]

### S – Ö
- Sabaton – Primo Victoria
- Santana – All That I Am[174]
- Sci-Fi Skåne – Känslan av att jorden krymper växer[175]
- Screaming Headless Torsos – 2005
- Seether – Karma & Effect
- Shout Out Louds – Howl Howl Gaff Gaff[176]
- Sigur Rós – Takk[177]
- Elin Sigvardsson – Smithereens[178]
- Bruce Springsteen – Devils & Dust[179]
- Staind – Chapter V
- Static-X – Start a War[180]
- Martin Stenmarck – Think of Me
- Sufjan Stevens – Illinois[181]
- Svenska Akademien – Resa sig opp[182]
- System of a Down – Hypnotize[183]
- System of a Down – Mezmerize[184]
- Sofia Talvik – Blue Moon[185]
- Taproot – Blue-Sky Research
- t.A.T.u – Dangerous and moving[186]
- Teenage Fanclub – Man-Made[187]
- Thåström – Skebokvarnsv. 209[146]
- Tiger Lou – The Loyal[188]
- Timbuktu – Alla vill till himmelen men ingen vill dö[189]
- Tokio Hotel – Schrei
- The Transplants – Haunted Cities[190]
- The Unseen – State of Discontent
- Freddie Wadling – Jag är monstret[191]
- Steve Vai – Real Illusions: Reflections
- Van Morrison – Magic Time[192]
- The Wallstones – Pleasure and Pain
- Weezer – Make Believe[193]
- Caroline Wennergren – Bossa Supernova[194]
- Kanye West – Late Registration[195]
- The White Stripes – Get Behind Me Satan[196]
- Whyte Seeds – Bold As Love[197]
- Robbie Williams – Intensive Care[65]
- Jenny Wilson – Love and Youth[198]
- Wolfmother – Wolfmother[199]
- Stevie Wonder – A Time to Love[200]
- Neil Young – Prairie Wind[201]

## Årets singlar och hitlåtar
Vänligen sortera soloartister på efternamn, musikgrupper på förstabokstaven (utan engelskans "The" och "A")
- 50 Cent – Candy Shop
- 50 Cent – Just a Lil Bit
- 50 Cent – Window Shopper
- Agnes Carlsson – Right Here, Right Now (My Heart Belongs to You)
- Akon – Lonely
- Alcazar – Alcastar
- Elisabeth Andreassen – Boulder to Birmingham
- Elisabeth Andreassen – The Year We Painted Pink [202]
- Kristian Anttila – Paul Weller
- Audioslave – Be Yourself
- Backstreet Boys – Incomplete
- Blue Lagoon – Break My Stride
- Natasha Bedingfield – I Bruise Easily
- Linda Bengtzing – Alla flickor
- Bloc Party – Banquet
- Bloc Party – Helicopter
- James Blunt – You're Beautiful
- Bodies Without Organs – Gone
- Bodies Without Organs – Open Door
- Kate Bush – Pi
- The Cardigans – I Need Some Fine Wine And You, You Need To Be Nicer
- Carpark North – Human
- Charlotte Church – Crazy Chick
- The Chemical Brothers – Galvanize
- Chevelle – The Clincher
- Kelly Clarkson – Since U Been Gone
- Coldplay – Fix You
- Coldplay – Speed of Sound
- Crashdïet - Rest in Sleaze
- The Coral – In the Morning
- Lotta Engberg & Jarl Carlsson – Kvinna & man
- Crazy Frog – Axel F
- Daft Punk – Robot Rock
- Danzel – You Are All Of That
- Darin – Money for nothing
- Darin – Why does it rain?
- Darin – Step Up
- Darin – Who's That Girl?
- Amy Diamond – What's in it for Me
- Amy Diamond – Welcome to the City
- Amy Diamond – Shooting Star
- Depeche Mode – Precious
- Doktor Kosmos – När min pojke går på stan
- E-type – The predator
- Eels – Hey Man (Now You're Really Living)
- Eminem – Like Toy Soldiers
- Eminem – Mockingbird
- Eminem – Ass Like That
- Fort Minor – Believe Me
- Franz Ferdinand – Do You Want To
- Franz Ferdinand – Walk Away
- Garbage – Why Do You Want Me?
- Global Deejays – Sound Of San Francisco
- Gorillaz – Feel Good Inc.
- Gorillaz – Dare
- Green Day – Boulevard of Broken Dreams
- Green Day – Wake Me Up When September Ends
- Günther & The Sunshine Girls – Christmas Song (Ding Dong)
- Nanne Grönvall – Håll om mig
- Nanne Grönvall – Om du var min
- Håkan Hellström – En midsommarnattsdröm
- Natalie Imbruglia – Shiver
- Interpol – Evil
- Jimmy Jansson – Vi kan gunga
- Kent – Den döda vinkeln
- The Killers – Smile Like You Mean It
- Laleh – Invisible (my song)
- Laleh – Live Tomorrow
- LCD Soundsystem – Daft Punk Is Playing at My House
- Daniel Lindström – My Love Won't Let You Down
- Daniel Lindström – Run
- Sara Löfgren – Fastän regnet öser ner
- M.I.A – Bucky Done Gun
- The Mars Volta – The Widow
- Mew – Apocalypso
- Millencolin – Ray
- Melody Club – Boys In The Girls' Room
- Melody Club – Wildhearts
- Moneybrother – They're building walls around us
- Muse – Stockholm Syndrome
- MxPx – Heard That Sound
- My Chemical Romance & The Used – Under Pressure
- New Order – Krafty
- Tommy Nilsson – Amelia
- Nine Inch Nails – The Hand That Feeds
- Nordman – Allt eller ingenting
- Nordman – Ödet var min väg
- Oasis – Lyla
- Sonny O'Brien – Superwoman
- Kelly Osbourne – One Word
- Helena Paparizou – My Number One
- Queens of the Stone Age – Little Sister
- Rammstein – "Benzin"
- Rammstein – "Rosenrot"
- Rammstein – "Keine Lust"
- Rammstein – "Ohne Dich"
- The Rasmus – "No Fear"
- The Rasmus – "Sail Away"
- Robyn – Be mine!
- Robyn & Kleerup – With Every Heartbeat
- Josh Rouse – Winter in the Hamptons
- Sambassadeur – Sambassadeur
- Shout Out Louds – Please Please Please
- Lucie Silvas – Breathe In
- Social Distortion – Don't Take Me for Granted
- Gwen Stefani – Rich Girl
- Martin Stenmarck – Las Vegas
- Sunset Strippers – Falling Stars (Waiting ror a Star to Fall)
- Sugababes – Push the Button
- Sugababes – Ugly
- System of a Down – B.Y.O.B. (Bring Your Own Bombs)
- Lorén Talhaoui feat. Rob'n'Raz – The Snake
- Anna Ternheim – Shoreline
- Joakim Thåström – Fanfanfan
- Timbuktu – Alla vill till himmelen men ingen vill dö
- Tokio Hotel – Durch den Monsun
- Tool – Schism
- Tool – Parabola
- Emiliana Torrini – Sunny Road
- Uniting Nations – Out Of Touch
- Despina Vandi – Come Along Now
- Velvet – Rock Down To (Electric Avenue)
- Vinylshakerz – One Night In Bangkok
- The Wallstones – Invisible People
- The Wallstones – C'mon Julie
- The White Stripes – Blue Orchid
- Weezer – Beverly Hills
- Kanye West – Gold Digger
- Kanye West – Touch The Sky
- Robbie Williams – Tripping
- Lars Winnerbäck – Stackars
- Wolfmother – Joker And The Thief
- Wolfmother – Woman

## Sverigetopplistan2005
| Datum                  | Låttitel                                        | Artist/grupp            | Bakgrund            |
| ---------------------- | ----------------------------------------------- | ----------------------- | ------------------- |
| 9 december 2004 (7v)   | Coming True                                     | Daniel Lindström        | Sverige             |
| 27 januari 2005 (1v)   | En midsommarnattsdröm                           | Håkan Hellström         | Sverige             |
| 3 februari 2005 (2v)   | Money For Nothing                               | Darin                   | Sverige             |
| 17 februari 2005 (1v)  | Max 500                                         | Kent                    | Sverige             |
| 24 februari 2005 (2v)  | Money For Nothing                               | Darin                   | Sverige             |
| 10 mars 2005 (1v)      | Alcastar                                        | Alcazar                 | Sverige             |
| 17 mars 2005 (1v)      | Vi kan gunga                                    | Jimmy Jansson           | Sverige             |
| 24 mars 2005 (1v)      | Las Vegas                                       | Martin Stenmarck        | Sverige             |
| 31 mars 2005 (1v)      | Håll om mig                                     | Nanne Grönvall          | Sverige             |
| 7 april 2005 (3v)      | What's in It for Me                             | Amy Diamond             | Sverige             |
| 28 april 2005 (1v)     | Håll om mig                                     | Nanne Grönvall          | Sverige             |
| 5 maj 2005 (1v)        | Schnappi, das kleine Krokodil                   | Schnappi                | Tyskland            |
| 12 maj 2005 (1v)       | Palace & Main                                   | Kent                    | Sverige             |
| 19 maj 2005 (2v)       | Schnappi, das kleine Krokodil                   | Schnappi                | Tyskland            |
| 2 juni 2005 (4v)       | My Number One                                   | Helena Paparizou        | Sverige ( Grekland) |
| 30 juni 2005 (3v)      | Stort liv                                       | Lars Winnerbäck & Hovet | Sverige             |
| 21 juli 2005 (7v)      | Crazy Frog                                      | Axel F                  | Sverige ( Tyskland) |
| 8 september 2005 (1v)  | You're Beautiful                                | James Blunt             | Storbritannien      |
| 15 september 2005 (1v) | Step Up                                         | Darin                   | Sverige             |
| 22 september 2005 (3v) | You're Beautiful                                | James Blunt             | Storbritannien      |
| 13 oktober 2005 (1v)   | Precious                                        | Depeche Mode            | Storbritannien      |
| 20 oktober 2005 (1v)   | Step Up                                         | Darin                   | Sverige             |
| 27 oktober 2005 (1v)   | You're Beautiful                                | James Blunt             | Storbritannien      |
| 3 november 2005 (1v)   | Fanfanfan                                       | Thåström                | Sverige             |
| 10 november 2005 (1v)  | The hjärta & smärta EP                          | Kent                    | Sverige             |
| 17 november 2005 (4v)  | Hung Up                                         | Madonna                 | USA                 |
| 15 december 2005 (5v)  | Right Here, Right Now (My Heart Belongs To You) | Agnes                   | Sverige             |
| 19 januari 2005 (1v)   | Hung Up                                         | Madonna                 | USA                 |
| 26 januari 2005 (1v)   | Right Here, Right Now (My Heart Belongs To You) | Agnes                   | Sverige             |

## Jazz
- Herbie Hancock – Possibilities
- Keith Jarrett – Radiance[203]
- Anders Jormin – Aviaja
- Diana Krall – Christmas Songs
- Jeanette Lindström – In the Middle of This Riddle
- Carin Lundin – Songs That We All Recognize[204]
- Hans Mathisen – Quiet Songs
- Brad Mehldau – Day is Done[205]
- Pat Metheny Group – The Way Up[206]
- Marcus Miller – Silver Rain
- James Morrison – Gospel Collection
- Andreas Pettersson – Gullin on Guitar[207]
- The Rippingtons – Wild Card
- Bobo Stenson Trio – Goodbye[208]
- Viktoria Tolstoy – My Swedish Heart[209]
- Tord Gustavsen Trio – The Ground (ECM)

## Klassisk musik
- Kalevi Aho – Clarinet Concerto
- Louis Andriessen – De Opening
- Leonardo Balada – Symphony No. 6 Symphony of Sorrows
- Joël-François Durand – String Quartet
- Lorenzo Ferrero – Macuilli Mexihcateteouh (Five Aztec Gods)
- Christian Forshaw – Mortal Flesh
- Philip Glass - Symphony No. 7
- Karl Jenkins – Requiem

## Födda
- 18 februari – Eden Wood, amerikansk modell och sångare.

## Avlidna

### Januari
- 5 januari – Danny Sugarman, 50, amerikansk manager åt bl.a. The Doors.[210]
- 11 januari – Spencer Dryden, 61, amerikansk trumslagare i Jefferson Airplane.[211]
- 17 januari – Christina Gunnardo, 51, svensk kristen sångare och låtskrivare.
- 28 januari – Jim Capaldi, 60, brittisk trumslagare och låtskrivare i Traffic.[212]

### Februari
- 6 februari – Lazar Berman, 74, rysk pianist.[213]
- 6 februari – Merle Kilgore, 70, amerikansk sångare, kompositör och manager.[214]
- 8 februari – Jimmy Smith, 79, amerikansk jazzorganist.[215]
- 12 februari – Sammi Smith, 61, amerikansk countryartist.[216]
- 13 februari – Sixten Ehrling, 86, svensk dirigent.[217]
- 16 februari – Marcello Viotti, 50, schweizisk dirigent.[218]
- 20 februari – Sandra Dee, 62, amerikansk skådespelare och sångare.[219]
- 20 februari – John Raitt, 88, amerikansk sångare.[220]
- 25 februari – Edward Patten, 65, amerikansk sångare i Gladys Knight & The Pips.[221]
- 28 februari – Chris Curtis, 63, brittisk trumslagare i The Searchers.[222]

### Mars
- 9 mars – Chris LeDoux, 56, amerikansk countryartist.[223]
- 10 mars – Danny Joe Brown, 53, amerikansk sångare i Molly Hatchet.[224]
- 13 mars – Lyn Collins, amerikansk låtskrivare och sångare.[225]
- 21 mars – Bobby Short, 80, amerikansk kabarésångare.[226]
- 26 mars – Paul Hester, 46, australisk trumslagare i Crowded House.[227]
- 30 mars – Derrick Plourde, 33, amerikansk trumslagare i Lagwagon.

### April
- 1 april – Jack Keller, 68, amerikansk låtskrivare och skivproducent.
- 7 april – Jose Melis, 85, amerikansk orkesterledare.[228]
- 13 april – Johnnie Johnson, 80, amerikansk pianist.[229]
- 14 april – Lothar Lindtner, 87, norsk skådespelare och sångare.[230]
- 19 april – Stan Levey, 79, amerikansk jazztrumslagare.[231]
- 19 april – Bryan Ottoson, 27, amerikansk gitarrist i American Head Charge.[232]
- 19 april – Niels-Henning Ørsted Pedersen, 58, dansk jazzbasist.[233]
- 23 april – Jimmy Woode, 78, amerikansk-svensk jazzbasist.[234]

### Maj
- 8 maj – Nasrat Parsa, 36, afghansk sångare.[235]
- 10 maj – David Wayne, 47, amerikansk sångare i Metal Church.
- 12 maj – Monica Zetterlund, 67, svensk skådespelare och sångerska.[236]
- 14 maj – Jimmy Martin, 77, amerikansk sångare and gitarrist.[237]
- 25 maj – Domenic Troiano, 59, kanadensisk gitarrist i The Guess Who.[238]
- 29 maj – Oscar Brown, 78, amerikansk sångare och låtskrivare.[239]

### Juni
- 14 juni – Carlo Maria Giulini, 91, italiensk dirigent.[240]
- 16 juni – Per Henrik Wallin, 58, svensk jazzpianist.[241]
- 17 juni – Karl Mueller, 41, amerikansk basist i Soul Asylum.[242]
- 18 juni – Chris Griffin, 89, amerikansk jazztrumpetare.
- 19 juni – Totta Näslund, 60, svensk sångare och skådespelare.[243]

### Juli
- 1 juli – Renaldo "Obie" Benson, 69, amerikansk sångare i Four Tops.[244]
- 1 juli – Luther Vandross, 54, amerikansk sångare.[245]
- 11 juli – Frances Langford, 91, amerikansk sångerska och skådespelare.[246]
- 14 juli – Michael Dahlquist, 39, amerikansk trumslagare i Silkworm.[247]
- 21 juli – Long John Baldry, 64, brittisk sångare i Blues Incorporated.[248]
- 29 juli – Hildegarde, 99, amerikansk cabaretsångare.
- 29 juli – Al McKibbon, 86, amerikansk jazzbasist.[249]

### Augusti
- 6 augusti – Ibrahim Ferrer, 78, kubansk sångare i Buena Vista Social Club.[250]
- 10 augusti – Emery "Detroit Junior" Williams, 73, amerikansk pianist.
- 12 augusti – Charlie Norman, 84, svensk pianist.[251]
- 16 augusti – Vassar Clements, 77, amerikansk spelman.[252]
- 21 augusti – Robert Moog, 71, amerikansk ingenjör - skapare av Moog.[253]
- 26 augusti – Denis D'Amour, 45, kanadensisk gitarrist i Voivod.

### September
- 1 september – R.L. Burnside, 78, amerikansk bluesartist.[254]
- 1 september – Barry Cowsill, 50, amerikansk sångare i The Cowsills.[255]
- 2 september – Erik Frank, 89, svensk kompositör och dragspelsmusiker.[256]
- 10 september – Margareta Kjellberg, 89, svensk vissångare.[257]
- 11 september – Carin Malmlöf-Forssling, 89, svensk tonsättare och pianist.

### Oktober
- 10 oktober – Nick Hawkins, 40, brittisk gitarrist i Big Audio Dynamite.[258]
- 20 oktober – Shirley Horn, 71, amerikansk jazzvokalist och pianist.[259]
- 31 oktober – John "Beatz" Holohan, 31, amerikansk trumslagare i Bayside.

### November
- 1 november – Skitch Henderson, 87, amerikansk dirigent.[260]
- 5 november – Link Wray, 76, amerikansk gitarrist och sångare.[261]
- 6 november – Minako Honda, 38, japansk sångare.
- 20 november – Chris Whitley, 45, amerikansk sångare och låtskrivare.[262]
- 28 november – Tony Meehan, 62, brittisk trumslagare i The Shadows.[263]

### December
- 6 december – Åke Bylund, 57, svensk sångare i Mörbyligan.
- 24 december – Constance Keene, 84, amerikansk pianist.[264]
- 25 december – Birgit Nilsson, 87, svensk operasångare.[265]

### Fotnoter
1. ↑  ”R.E.M. varvade högt och lågt”. Svenska Dagbladet. 1 februari 2005. https://www.svd.se/a/9505bad3-0f6e-32b0-86c5-f1a1582bd62f/rem-varvade-hogt-och-lagt. Läst 19 augusti 2023.
2. ↑  ”Sköna hippiegubbar”. Svenska Dagbladet. 7 februari 2005. https://www.svd.se/a/1716584d-02db-3e62-bb51-c524473d8aea/skona-hippiegubbar. Läst 19 augusti 2023.
3. ↑  ”De är oförskämt alerta”. Expressen. 9 februari 2005. https://www.expressen.se/gt/de-ar-oforskamt-alerta/. Läst 19 augusti 2023.
4. ↑  ”Mamma Mia – nu börjar det!”. Expressen. 12 februari 2005. http://www.expressen.se/noje/musik/mamma-mia--nu-borjar-det/. Läst 28 februari 2016.
5. ↑  ”Ojämn Ted Gärdestad-musikal”. Sveriges Radio. 17 februari 2005. https://sverigesradio.se/artikel/560590. Läst 19 augusti 2023.
6. ↑  ”Gamla nitar sotar aldrig”. Dagens Nyheter. 27 februari 2005. https://www.dn.se/kultur-noje/konsertrecensioner/gamla-nitar-sotar-aldrig-1/. Läst 19 augusti 2023.
7. ↑  ”Italienska powerballader fyllda med hjärta och smärta”. Aftonbladet. 7 mars 2005. https://www.aftonbladet.se/nojesbladet/musik/a/zLALJ4/italienska-powerballader-fyllda-med-hjarta-och-smarta. Läst 19 augusti 2023.
8. ↑  Poplight – Melodifestivalen Arkiverad 30 november 2011 hämtat från the Wayback Machine.
9. ↑  ”Sista sucken för Westlife”. Svenska Dagbladet. 29 mars 2005. https://www.svd.se/a/c349d200-dd45-3e7a-90da-3b2723e5955a/sista-sucken-for-westlife. Läst 19 augusti 2023.
10. ↑  Sherwin, Adam (8 april 2005). ”Arkiverade kopian”. The Times (London). Arkiverad från originalet den 5 januari 2006. https://archive.today/20060105211922/http://www.timesonline.co.uk/article/0,,2-1559436,00.html. Läst 22 april 2010.
11. ↑  ”Paul Rodgers imponerar”. Dagens Nyheter. 1 maj 2005. https://www.dn.se/kultur-noje/scenrecensioner/paul-rodgers-imponerar/. Läst 19 augusti 2023.
12. ↑  ”Destiny's child bjöd på hits i 190”. Expressen. 18 maj 2005. https://www.expressen.se/noje/musik/destinys-child-bjod-pa-hits-i-190/. Läst 19 augusti 2023.
13. ↑  ”Poplight - Eurovision Song Contest”. Arkiverad från originalet den 20 februari 2010. https://web.archive.org/web/20100220142911/http://poplight.zitiz.se/eurovision-song-contest/2005. Läst 1 januari 2011.
14. ↑  ”Stewart bäst i gamla hitlåtar”. Svenska Dagbladet. 8 juni 2005. https://www.svd.se/a/b307061f-52f0-3a1a-b6e6-51149dde3a8b/stewart-bast-i-gamla-hitlatar. Läst 19 augusti 2023.
15. 1 2   När Var Hur 2006. DN
16. ↑  ”Storheten har runnit ut”. Aftonbladet. 17 juni 2005. https://www.aftonbladet.se/nojesbladet/musik/a/jPQva0/storheten-har-runnit-ut. Läst 19 augusti 2023.
17. ↑  ”Stipe lyfter R.E.M. show”. Svenska Dagbladet. 22 juni 2005. https://www.svd.se/a/cd4f8227-eb0b-334e-8e23-bcc0a786f15a/stipe-lyfter-rem-show. Läst 19 augusti 2023.
18. ↑  ”Ungdomlig energi och integritet”. Svenska Dagbladet. 23 juni 2005. https://www.svd.se/a/81baa37e-a823-3da4-a9cd-360ba1a13b5a/ungdomlig-energi-och-integritet. Läst 19 augusti 2023.
19. ↑  ”Personlig Bruce lyckas solo”. Svenska Dagbladet. 24 juni 2005. https://www.svd.se/a/7b1007a1-f253-3c4a-b3f5-734926a78346/personlig-bruce-lyckas-solo. Läst 19 augusti 2023.
20. ↑  ”Springsteen är charmant underhållande”. Svenska Dagbladet. 26 juni 2005. https://www.svd.se/a/831f3c04-3dcf-3116-9bc4-ef9ffda57441/springsteen-ar-charmant-underhallande. Läst 19 augusti 2023.
21. ↑  ”Sabbath: Vi stannar här!”. Aftonbladet. 4 juli 2005. https://www.aftonbladet.se/nojesbladet/musik/a/yvEz4R/sabbath-vi-stannar-har. Läst 19 augusti 2023.
22. ↑  ”Vad har de för ursäkt?”. Aftonbladet. 4 juli 2005. https://www.aftonbladet.se/nojesbladet/musik/a/WL0g9j/vad-har-de-for-ursakt. Läst 19 augusti 2023.
23. ↑  ”Vilken show!”. Aftonbladet. 10 juli 2005. https://www.aftonbladet.se/nojesbladet/musik/a/jPQ3XL/vilken-show. Läst 19 augusti 2023.
24. ↑  ”U2:s magiska konsert”. Expressen. 30 juli 2005. https://www.expressen.se/noje/musik/u2s-magiska-konsert/. Läst 19 augusti 2023.
25. ↑  ”Bad Religion”. Svenska Dagbladet. 15 augusti 2005. https://www.svd.se/a/2d2a0e14-9969-3f8f-82b4-ae771ddb4cd0/bad-religion. Läst 19 augusti 2023.
26. ↑  Nightwish – The Official Website Arkiverad 18 april 2014 hämtat från the Wayback Machine.
27. ↑   När Var Hur 2007. DN
28. ↑  ”Agnes - hela Sveriges idol”. Dagens nyheter. 2 december 2005. http://www.dn.se/kultur-noje/musik/agnes-hela-sveriges-idol/. Läst 18 juli 2015.
29. ↑  ”Banala bananer”. Aftonbladet. 4 december 2005. https://www.aftonbladet.se/nojesbladet/musik/a/a2lp5M/banala-bananer. Läst 19 augusti 2023.
30. ↑  ”Franz Ferdinand: Stockholm”. Expressen. 9 december 2005. https://www.expressen.se/noje/recensioner/musik/franz-ferdinand-stockholm/. Läst 19 augusti 2023.
31. ↑  Dansbandsbloggen 12 januari 2006 – Dubbelt jubileum för Mona G. Arkiverad 20 augusti 2010 hämtat från the Wayback Machine.
32. ↑  ”Vinnare & nominerade artister 2005”. Sveriges Radio. 10 januari 2005. https://sverigesradio.se/artikel/4899929. Läst 18 augusti 2023.
33. ↑  ”Pristagare”. Kristianstadsbladet. 7 december 2004. https://www.kristianstadsbladet.se/familj/pristagare-5/. Läst 19 augusti 2023.
34. ↑  ”Manlig dominans på Manifestgalan”. Svenska Dagbladet. 2 februari 2005. https://www.svd.se/a/955b0218-4e68-394e-80ec-3e63d198eedd/manlig-dominans-pa-manifestgala?metering=offer-klarna. Läst 18 augusti 2023.
35. ↑  Information i Svensk mediedatabas.
36. ↑  ”24-åring fick Ted Gärdestadstipendiet”. Svenska Dagbladet. 10 februari 2005. https://www.svd.se/a/04d964c3-d14c-3507-b848-2c12f99fdfbb/24-aring-fick-ted-gardestadstipendiet. Läst 19 augusti 2023.
37. ↑  ”Lars Gullinpriset till Georg Riedel”. Kristianstadsbladet. 24 februari 2005. https://www.kristianstadsbladet.se/familj/lars-gullinpriset-till-georg-riedel/. Läst 18 augusti 2023.
38. ↑  ”In Flames populära hos regeringen”. Svenska Dagbladet. 17 mars 2005. https://www.svd.se/a/535dac59-4902-3a0f-985f-c2a84058dbbc/0-in-flames-populara-hos-regeringen. Läst 18 augusti 2023.
39. ↑  ”Zetterberg årets Babs-stipendiat”. Svenska Dagbladet. 3 april 2005. https://www.svd.se/a/a1fc2223-83f8-3dc8-b4cb-853a8a541e38/zetterberg-arets-babs-stipendiat. Läst 18 augusti 2023.
40. ↑  ”Nomineringarna klara till Jazzkatten”. Sundsvalls Tidning. 1 mars 2005. https://www.st.nu/2005-03-01/nomineringarna-klara-till-jazzkattenV0FSv. Läst 18 augusti 2023.
41. ↑  ”Rolf Schockpris till Mauricio Kagel”. Kristianstadsbladet. 8 april 2005. https://www.kristianstadsbladet.se/familj/rolf-schockpris-till-mauricio-kagel/. Läst 19 augusti 2023.
42. ↑  ”Dirigentpris till Hans Vainikainen”. Svenska Dagbladet. 28 april 2005. https://www.svd.se/a/a2fce1fb-8d34-32f3-a12d-31b78346296c/dirigentpris-till-hans-vainikainen. Läst 19 augusti 2023.
43. ↑  ”Lars Forssell får Adolphson-pris”. Expressen. 18 april 2005. https://www.expressen.se/nyheter/lars-forssell-far-adolphson-pris/. Läst 19 augusti 2023.
44. ↑  ”Kungamedalj till Svennis”. Svenska Dagbladet. 6 juni 2005. https://www.svd.se/a/ad4962d7-9f6a-3685-83b2-8fbeda732667/kungamedalj-till-svennis. Läst 19 augusti 2023.
45. ↑  ”Nordiskt musikpris till Norge”. Svenska Dagbladet. 9 juni 2005. https://www.svd.se/a/2e0b0bf4-1114-3095-ac5f-cf9bdec2c9e3/nordiskt-musikpris-till-norge. Läst 19 augusti 2023.
46. ↑  ”Platinagitarren gick till Joakim Berg”. Sveriges Radio. 21 juni 2005. https://sverigesradio.se/artikel/644376. Läst 19 augusti 2023.
47. ↑  ”CajsaStina fick pappas stipendium”. SVT Nyheter. 17 juli 2005. https://www.svt.se/kultur/cajsastina-fick-pappas-stipendium. Läst 18 augusti 2023.
48. ↑  ”Wadling får Cornelis-pris”. Svenska Dagbladet. 8 augusti 2005. https://www.svd.se/a/f9f5de8b-96ba-34f5-bf15-ffa31250334c/wadling-far-cornelis-pris. Läst 18 augusti 2023.
49. ↑  ”Jan Johansson stipendiet 2005”. Dagens Nyheter. 21 september 2005. https://www.dn.se/arkiv/familj/jan-johansson-stipendiet-2005/. Läst 18 augusti 2023.
50. ↑  ”Gary Graden blev årets körledare”. Svenska Dagbladet. 10 oktober 2005. https://www.svd.se/a/7ca54c5a-eee3-326c-8df3-9cc80afd5962/gary-graden-blev-arets-korledare. Läst 19 augusti 2023.
51. ↑  ”Kyrkokör i Hjo utsedd till årets kör”. Sveriges Radio. 25 oktober 2005. https://sverigesradio.se/artikel/492763. Läst 19 augusti 2023.
52. ↑  ”Jenny Lind-stipendium till Mia Karlsson”. Expressen. 26 oktober 2005. https://www.expressen.se/noje/jenny-lind-stipendium-till-mia-karlsson/. Läst 18 augusti 2023.
53. 1 2  ”Malmkvist tigerpristagare”. Sveriges Radio. 22 november 2005. https://sverigesradio.se/artikel/739336. Läst 19 augusti 2023.
54. ↑  ”Ung dirigent får musikstipendium”. Svenska Dagbladet. 24 november 2005. https://www.svd.se/a/220682ef-8e8f-35bb-be8b-a0a674c2febb/ung-dirigent-far-musikstipendium. Läst 18 augusti 2023.
55. ↑  ”Postumt pris till Monica Zetterlund”. Svenska Dagbladet. 28 november 2005. https://www.svd.se/a/483b5cec-d5b4-3fe9-a18e-351556be8118/postumt-pris-till-monica-zetterlund. Läst 18 augusti 2023.
56. ↑  ”Atterbergpriset till Håkan Elmquist”. Sundsvalls Tidning. 12 december 2005. https://www.st.nu/2005-12-12/atterbergpriset-till-hakan-elmquist. Läst 18 augusti 2023.
57. ↑  ”Pris till Svenska kammarorkestern”. SVT Nyheter. 9 januari 2006. https://www.svt.se/nyheter/lokalt/orebro/pris-till-svenska-kammarorkestern. Läst 19 augusti 2023.
58. ↑  ”Alice Cooper: Dirty Diamonds”. Expressen. 14 juli 2005. https://www.expressen.se/noje/recensioner/musik/alice-cooper-dirty-diamonds/. Läst 15 augusti 2023.
59. ↑  ”Alice In Videoland: Outrageous”. Expressen. 7 oktober 2005. https://www.expressen.se/noje/recensioner/musik/alice-in-videoland-outrageous/. Läst 15 augusti 2023.
60. ↑  ”Tori Amos - The Beekeeper”. Svenska Dagbladet. 25 februari 2005. https://www.svd.se/a/482d3bb8-8d36-3345-b73e-0173fc12e479/tori-amos-the-beekeeper. Läst 15 augusti 2023.
61. ↑  Elisabeth Andreassen fansite – Skivhistorik
62. ↑  ”Animal Collective”. Nöjesguiden. 27 september 2005. https://ng.se/recensioner/musik/animal-collective. Läst 15 augusti 2023.
63. ↑  ”Kristian Anttila: Innan bomberna”. Expressen. 18 november 2005. https://www.expressen.se/noje/recensioner/musik/kristian-anttila-innan-bomberna/. Läst 15 augusti 2023.
64. ↑  ”Själfull sång som aldrig blir teatral”. Svenska Dagbladet. 4 februari 2005. https://www.svd.se/a/4064e281-8357-3797-bd13-853dc5426f1f/sjalfull-sang-som-aldrig-blir-teatral. Läst 15 augusti 2023.
65. 1 2  ”Skivrecensioner, DI Weekend”. Jan Gradvall. 28 oktober 2005. http://www.gradvall.se/artiklar.asp?entry_id=45. Läst 15 augusti 2023.
66. ↑  ”Förutsättningarna har aldrig varit bättre”. Dagens Skiva. 4 september 2005. http://dagensskiva.com/2005/09/04/arch-enemy-doomsday-machine/. Läst 15 augusti 2023.
67. ↑  ”Audioslave”. Svenska Dagbladet. 27 maj 2005. https://www.svd.se/a/097e1475-7bc6-3737-b418-59c3381ddb9f/audioslave. Läst 15 augusti 2023.
68. ↑  ”Bear Quartet”. Nöjesguiden. 27 september 2005. https://ng.se/recensioner/musik/bear-quartet-2. Läst 15 augusti 2023.
69. ↑  ”Beck - Guero”. Svenska Dagbladet. 24 mars 2005. https://www.svd.se/a/a0673331-240a-3646-909b-9b43104a0d84/beck-guero. Läst 15 augusti 2023.
70. ↑  ”Bergman Rock - Bonjour Baberiba Pt. II”. Svenska Dagbladet. 4 maj 2005. https://www.svd.se/a/22018dae-a72e-3ee5-981f-d003a8649fd7/bergman-rock-bonjour-baberiba-pt-ii. Läst 18 augusti 2023.
71. ↑  ”Frank Black: Honeycomb”. Expressen. 21 juli 2005. https://www.expressen.se/noje/recensioner/musik/frank-black-honeycomb/. Läst 15 augusti 2023.
72. ↑  ”Black Label Society: Mafia”. Expressen. 23 mars 2005. https://www.expressen.se/noje/recensioner/musik/black-label-society-mafia/. Läst 15 augusti 2023.
73. ↑  ”Mary J Blige - The breakthrough”. Svenska Dagbladet. 14 december 2005. https://www.svd.se/a/9ef4ca41-22a2-38d5-b2fa-703ca505323b/mary-j-blige-the-breakthrough. Läst 15 augusti 2023.
74. ↑  ”Bloc Party”. Nöjesguiden. 1 februari 2005. https://ng.se/recensioner/musik/bloc-party. Läst 15 augusti 2023.
75. ↑  ”Bodies Without Organs - Prototype”. Svenska Dagbladet. 10 mars 2005. https://www.svd.se/a/ae947ceb-0d1c-3f33-801b-cf25d873b88e/bodies-without-organs-prototype. Läst 15 augusti 2023.
76. ↑  ”The Bravery”. Nöjesguiden. 30 mars 2005. https://ng.se/recensioner/musik/bravery. Läst 15 augusti 2023.
77. ↑  ”Broken Social Scene: Broken Social Scene”. Expressen. 13 oktober 2005. https://www.expressen.se/noje/recensioner/musik/broken-social-scene-broken-social-scene/. Läst 15 augusti 2023.
78. ↑  ”Caesars - Paper Tigers”. Svenska Dagbladet. 4 mars 2005. https://www.svd.se/a/59e10585-ba32-3d05-bec9-20cf388eea21/caesars-paper-tigers. Läst 15 augusti 2023.
79. ↑  ”CKY: An answer can be found”. Expressen. 18 augusti 2005. https://www.expressen.se/noje/recensioner/musik/cky-an-answer-can-be-found/. Läst 15 augusti 2023.
80. ↑  ”Candlemass”. Svenska Dagbladet. 13 maj 2005. https://www.svd.se/a/305e8d35-4b9c-3aca-89bb-81dae2e34e11/candlemass. Läst 15 augusti 2023.
81. ↑  ”Engagerande även om man inte vill”. Svenska Dagbladet. 8 april 2005. https://www.svd.se/a/65706e91-0bcf-3f8c-ba37-901a9d9fcc7f/engagerande-aven-om-man-inte-vill. Läst 15 augusti 2023.
82. 1 2 3  ”Skivrecensioner, DI Weekend”. Jan Gradvall. 21 oktober 2005. http://www.gradvall.se/artiklar.asp?entry_id=5. Läst 15 augusti 2023.
83. ↑  ”Carola: Störst av allt”. Expressen. 4 maj 2005. https://www.expressen.se/noje/recensioner/musik/carola-storst-av-allt/. Läst 15 augusti 2023.
84. ↑  ”Children of Bodom: Are you dead yet?”. Expressen. 7 oktober 2005. https://www.expressen.se/noje/recensioner/musik/children-of-bodom-are-you-dead-yet/. Läst 15 augusti 2023.
85. ↑  ”Clap your hands say yeah”. Svenska Dagbladet. 25 januari 2006. https://www.svd.se/a/e91fc551-7773-3402-8017-904cf140d0b1/clap-your-hands-say-yeah. Läst 15 augusti 2023.
86. ↑  ”Eric Clapton”. Svenska Dagbladet. 31 augusti 2005. https://www.svd.se/a/5a152fe9-7d96-34a6-b49b-aca55707fe05/eric-clapton. Läst 15 augusti 2023.
87. ↑  ”Skivor”. Dagens Nyheter. 30 november 2005. https://www.dn.se/arkiv/kultur/skivor-syntpoesi-sci-fi-skane-kanslan-av-att-jorden-krymper-vaxer-silence-border-bob-hund-ynglar-av/. Läst 15 augusti 2023.
88. ↑  ”Coldplay”. Nöjesguiden. 27 juni 2005. https://ng.se/recensioner/musik/coldplay-0. Läst 15 augusti 2023.
89. ↑  ”The Coral: The Invisible Invasion”. Expressen. 27 maj 2005. https://www.expressen.se/noje/recensioner/musik/the-coral-the-invisible-invasion/. Läst 15 augusti 2023.
90. ↑  ”Crashdiet: Rest in sleaze”. Expressen. 26 augusti 2005. https://www.expressen.se/noje/recensioner/musik/crashdiet-rest-in-sleaze/. Läst 15 augusti 2023.
91. ↑  ”Corgan rycker upp sig”. Svenska Dagbladet. 22 juni 2005. https://www.svd.se/a/e5aa0023-4ab0-3eb8-a243-4332c6929857/corgan-rycker-upp-sig. Läst 15 augusti 2023.
92. ↑  ”Sheryl Crow: Wildflower”. Expressen. 30 september 2005. https://www.expressen.se/noje/recensioner/musik/sheryl-crow-wildflower/. Läst 15 augusti 2023.
93. ↑  ”Daft Punk”. Nöjesguiden. 1 mars 2005. https://ng.se/recensioner/musik/daft-punk-0. Läst 15 augusti 2023.
94. ↑  ”Darin petar Kent från förstaplatsen”. Aftonbladet. 24 februari 2005. https://www.aftonbladet.se/nojesbladet/musik/a/A2v2gE/darin-petar-kent-fran-forstaplatsen. Läst 18 augusti 2023.
95. ↑  ”Dark Funeral”. Svenska Dagbladet. 26 oktober 2005. https://www.svd.se/a/b04e221b-a7ce-324e-bf07-34425c2b5063/dark-funeral. Läst 15 augusti 2023.
96. ↑  ”Dark Tranquillity: Character”. Expressen. 2 februari 2005. https://www.expressen.se/noje/recensioner/musik/dark-tranquillity-character/. Läst 15 augusti 2023.
97. ↑  ”Death Cab For Cutie”. Svenska Dagbladet. 31 augusti 2005. https://www.svd.se/a/07dfa420-1a30-38eb-ab9a-49a455c4857e/death-cab-for-cutie. Läst 15 augusti 2023.
98. ↑  ”Amy Diamond”. Svenska Dagbladet. 19 maj 2005. https://www.svd.se/a/9537afa0-7d28-3a0f-9809-eff9d3387b78/amy-diamond. Läst 16 augusti 2023.
99. ↑  ”Bruce Dickinson”. Svenska Dagbladet. 27 maj 2005. https://www.svd.se/a/219d8616-34e9-360d-9cd6-0d53c7627b46/bruce-dickinson. Läst 16 augusti 2023.
100. ↑  ”Låter bättre och bättre för varje skiva”. Aftonbladet. 18 maj 2005. https://www.aftonbladet.se/nojesbladet/musik/a/0EVVpB/later-battre-och-battre-for-varje-skiva. Läst 16 augusti 2023.
101. ↑  ”Dream Theater - Octavarium”. Svenska Dagbladet. 7 juni 2005. https://www.svd.se/a/2bfd7afd-5f4c-3973-9fcf-db8c9ff0b350/dream-theater-octavarium. Läst 16 augusti 2023.
102. ↑  ”Two, Three, Four!”. Dagensskiva.com. 17 juli 2005. http://dagensskiva.com/2005/07/17/dropkick-murphys-the-warriors-code/. Läst 16 augusti 2023.
103. ↑  ”Eels”. Svenska Dagbladet. 27 maj 2005. https://www.svd.se/a/cd2cb164-94e5-33de-9ed6-ad6fb712936b/eels. Läst 16 augusti 2023.
104. ↑  Lotta Engbergs diskografi Arkiverad 3 februari 2011 hämtat från the Wayback Machine.
105. ↑  ”Brian Eno”. Nöjesguiden. 30 maj 2005. https://ng.se/recensioner/musik/brian-eno. Läst 16 augusti 2023.
106. ↑  ”Med ett patos större än Globen”. Dagensskiva.com. 23 november 2005. http://dagensskiva.com/2005/11/23/eskju-divine-come-and-join-close-your-eyes-become-blind-were-on-our-way-to-eskju-divine/. Läst 16 augusti 2023.
107. ↑  ”Fantômas - Suspended animation”. Svenska Dagbladet. 22 april 2005. https://www.svd.se/a/3bdc46fa-fd93-35dd-b321-44236a1421df/fantomas-suspended-animation. Läst 16 augusti 2023.
108. ↑  ”Fat Joe: All or Nothing”. Expressen. 16 juni 2005. https://www.expressen.se/noje/recensioner/musik/fat-joe-all-or-nothing/. Läst 16 augusti 2023.
109. ↑  ”Fear Factory: Transgression”. Expressen. 26 augusti 2005. https://www.expressen.se/noje/recensioner/musik/fear-factory-transgression/. Läst 16 augusti 2023.
110. ↑  ”Thorsten Flinck - Vildvuxna rosor”. Svenska Dagbladet. 18 mars 2005. https://www.svd.se/a/8ee62848-7c75-3f53-8f42-f2cb7d1c958e/thorsten-flinck-vildvuxna-rosor. Läst 16 augusti 2023.
111. ↑  ”Songs for Silverman”. Pitchfork. 26 april 2005. https://pitchfork.com/reviews/albums/3139-songs-for-silverman/. Läst 16 augusti 2023.
112. ↑  ”Foo Fighters”. Nöjesguiden. 27 juni 2005. https://ng.se/recensioner/musik/foo-fighters-0. Läst 16 augusti 2023.
113. ↑  ”Franz Ferdinand”. Svenska Dagbladet. 27 september 2005. https://www.svd.se/a/a5730559-cd5f-32c9-9586-9c139e3787c5/franz-ferdinand. Läst 16 augusti 2023.
114. ↑  ”Garbage - Bleed Like me”. Svenska Dagbladet. 15 april 2005. https://www.svd.se/a/f7a9652d-f6cd-38e6-88a9-438863d0523c/garbage-bleed-like-me. Läst 16 augusti 2023.
115. ↑  ”Girls Aloud: Chemistry”. Expressen. 3 mars 2006. https://www.expressen.se/noje/recensioner/musik/girls-aloud-chemistry/. Läst 16 augusti 2023.
116. ↑  ”Goldfrapp”. Svenska Dagbladet. 31 augusti 2005. https://www.svd.se/a/2e0bea3e-c151-33ba-bff6-64b22f69ec60/goldfrapp. Läst 16 augusti 2023.
117. ↑  ”Gorillaz”. Nöjesguiden. 30 maj 2005. https://ng.se/recensioner/musik/gorillaz-0. Läst 16 augusti 2023.
118. ↑  ”Al Green - Everything's ok”. Svenska Dagbladet. 18 mars 2005. https://www.svd.se/a/9b78e5d3-e857-303d-9caa-53c6f513e9dd/al-green-everythings-ok. Läst 16 augusti 2023.
119. ↑  ”Hammerfall: Chapter V Unbent, unbowed, unbroken”. Expressen. 4 mars 2005. https://www.expressen.se/noje/recensioner/musik/hammerfall-chapter-v-unbent-unbowed-unbroken/. Läst 16 augusti 2023.
120. ↑  ”Him: Dark light”. Expressen. 30 september 2005. https://www.expressen.se/noje/recensioner/musik/him-dark-light/. Läst 16 augusti 2023.
121. ↑  ”Richard Hawley”. Svenska Dagbladet. 29 augusti 2005. https://www.svd.se/a/0ff10cd7-acb2-3076-b7c0-3c081d893c7b/richard-hawley. Läst 16 augusti 2023.
122. ↑  ”The Hellacopters”. Nöjesguiden. 30 maj 2005. https://ng.se/recensioner/musik/hellacopters-1. Läst 16 augusti 2023.
123. ↑  ”Introducing...”. Pitchfork. 28 november 2006. https://pitchfork.com/reviews/albums/9631-introducing/. Läst 16 augusti 2023.
124. ↑  ”Helloween: Keeper of the seven keys the legacy”. Expressen. 2 november 2005. https://www.expressen.se/noje/recensioner/musik/helloween-keeper-of-the-seven-keys-the-legacy/. Läst 16 augusti 2023.
125. ↑  ”Håkan Hellström”. Nöjesguiden. 1 mars 2005. https://ng.se/recensioner/musik/hakan-hellstroem-2. Läst 16 augusti 2023.
126. ↑  ”Hur ska vi klara oss utan Håkan?”. Aftonbladet. 28 december 2005. https://www.aftonbladet.se/nojesbladet/musik/a/OnoXbO/hur-vi-ska-klara-oss-utan-hakan. Läst 16 augusti 2023.
127. ↑  ”Louise Hoffsten: From Linköping to Memphis”. Expressen. 8 september 2005. https://www.expressen.se/noje/recensioner/musik/louise-hoffsten-from-linkoping-to-memphis/. Läst 16 augusti 2023.
128. ↑  ”Elevator”. Pitchfork. 3 april 2005. https://pitchfork.com/reviews/albums/3929-elevator/. Läst 16 augusti 2023.
129. ↑  ”Frida Hyvönen - Until Death Comes”. Svenska Dagbladet. 1 april 2005. https://www.svd.se/a/7294282f-b2e9-34a5-853d-f492d757f5b5/frida-hyvonen-until-death-comes. Läst 16 augusti 2023.
130. ↑  ”Billy Idol - Devil's playground”. Svenska Dagbladet. 1 april 2005. https://www.svd.se/a/8637413f-4fb3-331d-a8e1-659a84826f3a/billy-idol-devils-playground. Läst 16 augusti 2023.
131. ↑  ”Natalie Imbruglia: Counting down the days”. Expressen. 4 maj 2005. https://www.expressen.se/noje/recensioner/musik/natalie-imbruglia-counting-down-the-days/. Läst 16 augusti 2023.
132. ↑  ”Isolation Years”. Aftonbladet. 23 februari 2005. https://www.aftonbladet.se/nojesbladet/musik/a/3jMjq0/isolation-years. Läst 16 augusti 2023.
133. ↑  Jill Johnsons diskografi – Being Who You Are Arkiverad 13 augusti 2010 hämtat från the Wayback Machine.
134. ↑  ”Judas Priest - Angel of Retribution”. Svenska Dagbladet. 4 mars 2005. https://www.svd.se/a/f0b22ed6-1053-31c2-8022-d313e2e36d5e/judas-priest-angel-of-retribution. Läst 16 augusti 2023.
135. ↑  ”The Kaizer concept”. Dagensskiva.com. 17 september 2005. http://dagensskiva.com/2005/09/17/kaizers-orchestra-maestro/. Läst 16 augusti 2023.
136. ↑  ”Kate Bush”. Svenska Dagbladet. 8 november 2005. https://www.svd.se/a/bfe80aa5-b8f9-39f3-9651-dea25e059fb1/kate-bush. Läst 16 augusti 2023.
137. ↑  ”Kent: Du & jag döden”. Expressen. 14 mars 2005. https://www.expressen.se/noje/recensioner/musik/kent-du--jag-doden/. Läst 16 augusti 2023.
138. ↑  ”Laleh - Laleh”. Svenska Dagbladet. 1 april 2005. https://www.svd.se/a/d391fd2a-8a78-335b-b3d5-d224e3fd4734/laleh-laleh. Läst 16 augusti 2023.
139. ↑  ”Daniel Lanois - Belladonna”. Nöjesguiden. 30 maj 2005. https://ng.se/recensioner/musik/daniel-lanois-belladonna. Läst 16 augusti 2023.
140. ↑  ”LCD Soundsystem”. Nöjesguiden. 1 februari 2005. https://ng.se/recensioner/musik/lcd-soundsystem. Läst 16 augusti 2023.
141. ↑  ”Det är basen som gör det”. Dagensskiva.com. 19 april 2005. http://dagensskiva.com/2005/04/19/leif-karate-lets-back-the-wrong-band/. Läst 16 augusti 2023.
142. ↑  ”Life of Agony: Broken valley”. Expressen. 2 juni 2005. https://www.expressen.se/noje/recensioner/musik/life-of-agony-broken-valley/?complete-navigation. Läst 16 augusti 2023.
143. ↑  ”Limp Bizkit”. Svenska Dagbladet. 13 maj 2005. https://www.svd.se/a/4f60bddf-1e06-3850-9aec-4697b766444b/limp-bizkit. Läst 16 augusti 2023.
144. ↑  ”Little Barrie: We are Little Barrie”. Expressen. 2 februari 2005. https://www.expressen.se/noje/recensioner/musik/little-barrie-we-are-little-barrie/. Läst 16 augusti 2023.
145. ↑  ”Mästerverket är äntligen här!”. Svenska Dagbladet. 5 maj 2005. https://www.svd.se/a/539ad8f2-915d-39bd-9224-e2ca35bcb7d4/masterverket-ar-antligen-har. Läst 16 augusti 2023.
146. 1 2  ”Skivrecensioner, DI Weekend”. Jan Gradvall. 18 november 2005. http://www.gradvall.se/artiklar.asp?entry_id=39. Läst 18 augusti 2023.
147. ↑  ”The Magic Numbers”. Nöjesguiden. 30 maj 2005. https://ng.se/recensioner/musik/magic-numbers-0. Läst 18 augusti 2023.
148. ↑  ”The Mars Volta - Frances The Mute”. Svenska Dagbladet. 18 februari 2005. https://www.svd.se/a/6d6e934b-7282-346f-970c-5b5a97d28b84/the-mars-volta-frances-the-mute. Läst 18 augusti 2023.
149. ↑  ”And The Glass Handed Kites”. Pitchfork. 8 augusti 2006. https://pitchfork.com/reviews/albums/9285-and-the-glass-handed-kites/. Läst 18 augusti 2023.
150. ↑  ”Millencolin: Kingwood”. Expressen. 7 april 2005. https://www.expressen.se/noje/recensioner/musik/millencolin-kingwood/. Läst 18 augusti 2023.
151. ↑  ”Moby - Hotel”. Svenska Dagbladet. 18 mars 2005. https://www.svd.se/a/06050138-12a4-3592-b71d-4fb89bfb469a/moby-hotel. Läst 18 augusti 2023.
152. ↑  ”Moneybrother”. Aftonbladet. 2 mars 2005. https://www.aftonbladet.se/nojesbladet/musik/a/oR3Rbj/moneybrother. Läst 18 augusti 2023.
153. ↑  ”Nada Surf”. Nöjesguiden. 1 augusti 2005. https://ng.se/recensioner/musik/nada-surf. Läst 18 augusti 2023.
154. ↑  ”New Order överraskar igen”. Svenska Dagbladet. 31 mars 2005. https://www.svd.se/a/d1fc7a86-deea-36b1-b444-6f5161bb358e/new-order-overraskar-igen. Läst 18 augusti 2023.
155. ↑  ”New Pornographers: Twin Cinema”. Expressen. 1 september 2005. https://www.expressen.se/noje/recensioner/musik/new-pornographers-twin-cinema/. Läst 18 augusti 2023.
156. ↑  ”Nickelback: All the right reasons”. Expressen. 7 oktober 2005. https://www.expressen.se/noje/recensioner/musik/nickelback-all-the-right-reasons/. Läst 18 augusti 2023.
157. ↑  ”Nine Inch Nails: With Teeth”. Expressen. 4 maj 2005. https://www.expressen.se/noje/recensioner/musik/nine-inch-nails-with-teeth/. Läst 18 augusti 2023.
158. ↑  ”Nordman”. Svenska Dagbladet. 29 april 2005. https://www.svd.se/a/3002888d-4ce1-38b0-bcdd-35b090fb2588/nordman. Läst 18 augusti 2023.
159. ↑  ”Björn Norestig”. Svenska Dagbladet. 14 januari 2005. https://www.svd.se/a/4b94e6ef-e782-3f76-9848-16f78e9c5d1a/bjorn-norestig. Läst 18 augusti 2023.
160. ↑  ”Oasis”. Nöjesguiden. 26 maj 2005. https://ng.se/recensioner/musik/oasis-0. Läst 18 augusti 2023.
161. ↑  ”The Sunlandic Twins”. Pitchfork. 11 april 2005. https://pitchfork.com/reviews/albums/5955-the-sunlandic-twins/. Läst 18 augusti 2023.
162. ↑  ”Opeth”. Svenska Dagbladet. 31 augusti 2005. https://www.svd.se/a/5971aaf6-3e5c-3244-8a5e-6e5373c59b03/opeth. Läst 18 augusti 2023.
163. ↑  ”Kelly Osbourne: Sleeping in the nothing”. Expressen. 19 maj 2005. https://www.expressen.se/noje/recensioner/musik/kelly-osbourne-sleeping-in-the-nothing/. Läst 18 augusti 2023.
164. ↑  ”All there is”. Svenska Dagbladet. 27 maj 2005. https://www.svd.se/a/2918eb2b-95cb-3420-a6ff-e3da7618d555/sandra-oxenryd. Läst 18 augusti 2023.
165. ↑  ”Peps Blodsband”. Svenska Dagbladet. 17 augusti 2005. https://www.svd.se/a/4eb8495c-4006-31d8-a812-0e18e341bf14/peps-blodsband. Läst 18 augusti 2023.
166. ↑  ”Lena Philipsson: Jag ångrar ingenting”. Expressen. 26 oktober 2005. https://www.expressen.se/noje/recensioner/musik/lena-philipsson-jag-angrar-ingenting/. Läst 18 augusti 2023.
167. ↑  ”Robert Plant and The Strange Sensation - Mighty rearranger”. Svenska Dagbladet. 4 maj 2005. https://www.svd.se/a/9303ac2e-0c46-3205-9576-dc2aeb520645/robert-plant-and-the-strange-sensation-mighty-rearranger. Läst 18 augusti 2023.
168. ↑  ”Queens of The Stone Age”. Nöjesguiden. 29 mars 2005. https://ng.se/recensioner/musik/queens-stone-age-0. Läst 18 augusti 2023.
169. ↑  ”Rammstein: Rosenrot”. Expressen. 28 oktober 2005. https://www.expressen.se/noje/recensioner/musik/rammstein-rosenrot/. Läst 18 augusti 2023.
170. ↑  ”The Rasmus - lite hårdare, lite mjukare”. Sundsvalls Tidning. 7 oktober 2005. https://www.st.nu/2005-10-07/the-rasmus---lite-hardare-lite-mjukare. Läst 18 augusti 2023.
171. ↑  ”The Real Group - In the middle of life”. Svenska Dagbladet. 4 mars 2005. https://www.svd.se/a/9a4304e1-20cd-31be-acfd-7e71cffb71d7/the-real-group-in-the-middle-of-life. Läst 18 augusti 2023.
172. ↑  ”Robyn”. Nöjesguiden. 27 april 2005. https://ng.se/recensioner/musik/robyn-0. Läst 18 augusti 2023.
173. ↑  ”Rolling Stones: A Bigger Bang”. Expressen. 8 september 2005. https://www.expressen.se/noje/recensioner/musik/rolling-stones-a-bigger-bang/. Läst 18 augusti 2023.
174. ↑  ”Santana: All that I am”. Expressen. 2 november 2005. https://www.expressen.se/noje/recensioner/musik/santana-all-that-i-am/. Läst 18 augusti 2023.
175. ↑  ”Sci-Fi Skåne - Känslan av att jorden krymper växer”. Svenska Dagbladet. 23 november 2005. https://www.svd.se/a/9b13fb81-8538-31c3-bf1c-f8b6bcd26eea/sci-fi-skane-kanslan-av-att-jorden-krymper-vaxer. Läst 18 augusti 2023.
176. ↑  ”Shout Out Louds”. Nöjesguiden. 29 september 2005. https://ng.se/recensioner/musik/shout-out-louds. Läst 18 augusti 2023.
177. ↑  ”Sigur Rós”. Nöjesguiden. 22 augusti 2005. https://ng.se/recensioner/musik/sigur-ros. Läst 18 augusti 2023.
178. ↑  ”Elin Sigvardsson: Smithereens”. Expressen. 2 februari 2005. https://www.expressen.se/noje/recensioner/musik/elin-sigvardsson-smithereens/. Läst 18 augusti 2023.
179. ↑  ”Det personliga går före det storskaliga”. Svenska Dagbladet. 24 april 2005. https://www.svd.se/a/4ab9c8e4-4365-379b-a111-c8a9ff3dea6d/det-personliga-gar-fore-det-storskaliga. Läst 18 augusti 2023.
180. ↑  ”Static-X: Start a war”. Expressen. 7 juli 2005. https://www.expressen.se/noje/recensioner/musik/static-x-start-a-war/. Läst 18 augusti 2023.
181. ↑  ”Illinois”. Pitchfork. 4 juli 2005. https://pitchfork.com/reviews/albums/7514-illinois/. Läst 18 augusti 2023.
182. ↑  ”Mer av samma”. Dagensskiva.com. 19 juni 2005. http://dagensskiva.com/2005/06/19/svenska-akademien-resa-sig-opp/. Läst 18 augusti 2023.
183. ↑  ”System of a Down: Hypnotize”. Expressen. 24 november 2005. https://www.expressen.se/noje/recensioner/musik/system-of-a-down-hypnotize/. Läst 18 augusti 2023.
184. ↑  ”Mezmerize innehåller mer av allt”. Aftonbladet. 18 maj 2005. https://www.aftonbladet.se/nojesbladet/musik/a/4dBow9/mezmerize-innehaller-mer-av-allt. Läst 18 augusti 2023.
185. ↑  ”Sofia Talvik & The Tallboys”. Svenska Dagbladet. 19 maj 2005. https://www.svd.se/a/87b321e5-49de-32f1-b59e-46b7208de6be/sofia-talvik-the-tallboys. Läst 18 augusti 2023.
186. ↑  ”Tatu: Dangerous and moving”. Expressen. 26 oktober 2005. https://www.expressen.se/noje/recensioner/musik/tatu-dangerous-and-moving/. Läst 18 augusti 2023.
187. ↑  ”Teenage Fanclub”. Nöjesguiden. 30 maj 2005. https://ng.se/recensioner/musik/teenage-fanclub-0. Läst 18 augusti 2023.
188. ↑  ”Tiger Lou”. Svenska Dagbladet. 26 oktober 2005. https://www.svd.se/a/1f5f88e4-7940-36f4-9c82-a3926ac18163/tiger-lou. Läst 18 augusti 2023.
189. ↑  ”Timbuktu: Alla vill till himmelen men ingen vill dö”. Expressen. 25 februari 2005. https://www.expressen.se/noje/recensioner/musik/timbuktu-alla-vill-till-himmelen-men-ingen-vill-do/. Läst 18 augusti 2023.
190. ↑  ”Transplants: Haunted Cities”. Expressen. 30 juni 2023. https://www.expressen.se/noje/recensioner/musik/transplants-haunted-cities/. Läst 18 augusti 2023.
191. ↑  ”Freddie Wadling - Jag är monstret”. Svenska Dagbladet. 1 april 2005. https://www.svd.se/a/065972ae-3e42-30a7-aa14-93bdf6dcb3e0/freddie-wadling-jag-ar-monstret. Läst 18 augusti 2023.
192. ↑  ”Van Morrison”. Svenska Dagbladet. 19 maj 2005. https://www.svd.se/a/6c1d1c28-6b77-3cd6-a115-bd7e6533c805/van-morrison. Läst 18 augusti 2023.
193. ↑  ”Weezer - Make believe”. Expressen. 12 maj 2005. https://www.expressen.se/noje/recensioner/musik/weezer-make-believe/. Läst 18 augusti 2023.
194. ↑  ”Caroline Wennergren - Bossa Supernova”. Svenska Dagbladet. 4 maj 2005. https://www.svd.se/a/7eb7dc69-1e22-3f8e-8527-fa24e007067a/caroline-wennergren-bossa-supernova. Läst 18 augusti 2023.
195. ↑  ”Kanye West - Late Registration”. Expressen. 1 september 2005. https://www.expressen.se/noje/recensioner/musik/kanye-west-late-registration/. Läst 18 augusti 2023.
196. ↑  ”The White Stripes”. Svenska Dagbladet. 31 maj 2005. https://www.svd.se/a/4624a7c3-8938-3710-b7ba-3f45c4744114/the-white-stripes. Läst 18 augusti 2023.
197. ↑  ”Skivrecensioner, DI Weekend”. Jan Gradvall. 17 februari 2005. http://www.gradvall.se/artiklar.asp?entry_id=72. Läst 18 augusti 2023.
198. ↑  ”Jenny Wilson - Love and youth”. Svenska Dagbladet. 8 april 2005. https://www.svd.se/a/ceb0c37e-0367-313e-a2a5-3feaaee3fd3a/jenny-wilson-love-and-youth. Läst 18 augusti 2023.
199. ↑  ”Wolfmother - Wolfmother”. Expressen. 20 juni 2005. https://www.expressen.se/noje/recensioner/musik/wolfmother-wolfmother-9/. Läst 18 augusti 2023.
200. ↑  ”Starka ballader på Wonders nya”. Svenska Dagbladet. 18 oktober 2005. https://www.svd.se/a/e0039bbf-d62e-3265-811b-56aebca0b44c/starka-ballader-pa-wonders-nya. Läst 18 augusti 2023.
201. ↑  ”Neil Young”. Nöjesguiden. 19 oktober 2005. https://ng.se/recensioner/musik/neil-young-1. Läst 18 augusti 2023.
202. ↑  Elisabeth Andreassen fansite – Låthistorik Arkiverad 11 november 2013 hämtat från the Wayback Machine.
203. ↑  ”Stor och lycklig musik”. Svenska Dagbladet. 13 maj 2005. https://www.svd.se/a/f5e3cd79-ed23-31bd-a49d-63ef45da6913/stor-och-lycklig-musik. Läst 16 augusti 2023.
204. ↑  ”Carin Lundin - Songs That We All Recognize”. Svenska Dagbladet. 1 april 2005. https://www.svd.se/a/77510eef-c0ac-3979-9b43-a71c95d92e8b/carin-lundin-songs-that-we-all-recognize. Läst 16 augusti 2023.
205. ↑  ”Brad Mehldau Trio”. Svenska Dagbladet. 5 oktober 2005. https://www.svd.se/a/4a950dbf-a5b9-3881-bc1d-a5c4f0efd970/brad-mehldau-trio. Läst 18 augusti 2023.
206. ↑  ”Pat Metheny Group”. Svenska Dagbladet. 4 februari 2005. https://www.svd.se/a/3a14f2a1-a488-39c1-8ac0-bcaf7a511a20/pat-metheny-group. Läst 18 augusti 2023.
207. ↑  ”Andreas Pettersson - Gullin on guitar”. Svenska Dagbladet. 28 januari 2005. https://www.svd.se/a/06f8ac82-30a8-31b9-b99f-0cab794819b7/andreas-pettersson-gullin-on-guitar. Läst 18 augusti 2023.
208. ↑  ”Bobo Stenson, Anders Jormin, Paul Motian”. Svenska Dagbladet. 21 september 2005. https://www.svd.se/a/483c91de-ed4a-3171-9756-189b68aea4c9/bobo-stenson-anders-jormin-paul-motian. Läst 18 augusti 2023.
209. ↑  ”Victoria Tolstoy - My Swedish heart”. Svenska Dagbladet. 18 mars 2005. https://www.svd.se/a/f9d4c151-723b-3672-ab1f-ab8aa374b714/viktoria-tolstoy-my-swedish-heart. Läst 18 augusti 2023.
210. ↑  ”The Doors manager död”. Svenska Dagbladet. 9 januari 2005. https://www.svd.se/a/a919e320-3645-3760-ad72-74d7dee909d9/the-doors-manager-dod. Läst 15 augusti 2023.
211. ↑  ”Hippietrummisen Dryden död”. Svenska Dagbladet. 17 januari 2005. https://www.svd.se/a/41e2a64a-17a3-3db0-bfa4-15c35f44f853/hippietrummisen-dryden-dod. Läst 15 augusti 2023.
212. ↑  ”Jim Capaldi i Traffic död”. SVT Nyheter. 29 januari 2005. https://www.svt.se/kultur/jim-capaldi-i-traffic-dod. Läst 15 augusti 2023.
213. ↑  ”Lazar Berman”. The Guardian. 14 februari 2005. https://www.theguardian.com/news/2005/feb/14/guardianobituaries.artsobituaries. Läst 14 augusti 2023.
214. ↑  ”Merle Kilgore, 70, songwriter and Actor, Dies”. The New York Times. 8 februari 2005. https://www.nytimes.com/2005/02/08/arts/music/merle-kilgore-70-songwriter-and-actor-dies.html. Läst 15 augusti 2023.
215. ↑  ”Jazzmusikern Jimmy Smith död”. Sveriges Radio. 10 februari 2005. https://sverigesradio.se/artikel/556161. Läst 15 augusti 2023.
216. ↑  ”Sammi Smith, 61, Grammy Winner, Is Dead”. The New York Times. 20 februari 2005. https://www.nytimes.com/2005/02/20/obituaries/sammi-smith-61-grammy-winner-is-dead.html. Läst 15 augusti 2023.
217. ↑  ”Världsdirigenten Sixten Ehrling död”. SVT Nyheter. 14 februari 2005. https://www.svt.se/kultur/varldsdirigenten-sixten-ehrling-dod. Läst 15 augusti 2023.
218. ↑  ”Känd dirigent död”. Svenska Dagbladet. 20 februari 2005. https://www.svd.se/a/00d50dee-cd0d-367e-9f67-e7c78e5a6e08/kand-dirigent-dod. Läst 15 augusti 2023.
219. ↑  ”Tonårsstjärnan Sandra Dee död”. Sundsvalls Tidning. 22 februari 2005. https://www.st.nu/2005-02-22/tonarsstjarnan-sandra-dee-dod. Läst 15 augusti 2023.
220. ↑  ”Broadway star John Raitt dies at 88”. Chicago Tribune. 21 februari 2005. https://www.chicagotribune.com/sns-raitt-obit-story.html. Läst 15 augusti 2023.
221. ↑  ”Pips-medlem död”. Sundsvalls Tidning. 28 februari 2005. https://www.st.nu/2005-02-28/pips-medlem-dod. Läst 15 augusti 2023.
222. ↑  ”Searchers trummis död”. Sundsvalls Tidning. 2 mars 2005. https://www.st.nu/2005-03-02/searchers-trummis-dod. Läst 15 augusti 2023.
223. ↑  ”Chris LeDoux, Rodeo Star Who Became a Country Singer, Dies at 56”. The New York Times. 11 mars 2005. https://www.nytimes.com/2005/03/11/arts/music/chris-ledoux-rodeo-star-who-became-a-country-singer-dies-at-56.html. Läst 15 augusti 2023.
224. ↑  ”Danny Joe Brown, Rock Singer, Dies at 53”. The New York Times. 16 mars 2005. https://www.nytimes.com/2005/03/16/arts/music/danny-joe-brown-rock-singer-dies-at-53.html. Läst 15 augusti 2023.
225. ↑  ”Lynn Collins avled efter stroke”. Svenska Dagbladet. 17 mars 2005. https://www.svd.se/a/ee52f626-5fd7-38c6-b576-4d1258468b52/lynn-collins-avled-efter-stroke. Läst 16 augusti 2023.
226. ↑  ”Bobby Short, Icon of Manhattan Song and Style, Dies at 80”. The New York Times. 21 mars 2005. https://www.nytimes.com/2005/03/21/arts/music/bobby-short-icon-of-manhattan-song-and-style-dies-at-80.html. Läst 16 augusti 2023.
227. ↑  ”Crowded House trummis död”. SVT Nyheter. 28 mars 2005. https://www.svt.se/kultur/crowded-house-trummis-dod. Läst 16 augusti 2023.
228. ↑  ”José Melis, a 'Tonight' Show Bandleader, Dies at 85”. The New York Times. 18 april 2005. https://www.nytimes.com/2005/04/18/arts/music/jose-melis-a-tonight-show-bandleader-dies-at-85.html. Läst 16 augusti 2023.
229. ↑  ”Johnnie Johnson har dött”. Svenska Dagbladet. 14 april 2023. https://www.svd.se/a/3c418e3d-9bc3-3ef8-97aa-45306cf0bfb4/johnnie-johnson-har-dott. Läst 16 augusti 2023.
230. ↑  ”Lothar Lindtner er död”. NRK. 15 april 2005. https://www.nrk.no/kultur/lothar-lindtner-er-dod-1.539681. Läst 16 augusti 2023.
231. ↑  ”Stan Levey”. The Guardian. 30 maj 2005. https://www.theguardian.com/news/2005/may/30/guardianobituaries.artsobituaries1. Läst 16 augusti 2023.
232. ↑  ”Rock guitarist found dead”. NME. 21 april 2005. https://www.nme.com/news/music/american-head-charge-2-1358470. Läst 16 augusti 2023.
233. ↑  ”Jazzbasisten Niels-Henning Örsted Pedersen död”. SVT Nyheter. 20 april 2005. https://www.svt.se/kultur/jazzbasisten-niels-henning-orsted-pedersen-dod. Läst 16 augusti 2023.
234. ↑  ”Jimmy Woode, Ex-Ellington bassist, dies at 78”. The New York Times. 30 april 2005. https://www.nytimes.com/2005/04/30/arts/music/jimmy-woode-exellington-bassist-dies-at-78.html. Läst 16 augusti 2023.
235. ↑  ”Nasrat Parsa”. The Guardian. 25 maj 2005. https://www.theguardian.com/news/2005/may/25/guardianobituaries.afghanistan. Läst 18 augusti 2023.
236. ↑  ”Monica Zetterlund död i brand”. SVT Nyheter. 13 maj 2005. https://www.svt.se/nyheter/inrikes/monica-zetterlund-dod-i-brand. Läst 18 augusti 2023.
237. ↑  ”The King of Bluegrass död”. Kristianstadsbladet. 16 maj 2005. https://www.kristianstadsbladet.se/familj/the-king-of-bluegrass-dod/. Läst 18 augusti 2023.
238. ↑  ”Canadian Guitarist Domenic Troiano Dies At 59”. Billboard. 26 maj 2005. https://www.billboard.com/music/music-news/canadian-guitarist-domenic-troiano-dies-at-59-1411746/. Läst 18 augusti 2023.
239. ↑  ”Oscar Brown J:r död”. Kristianstadsbladet. 31 maj 2005. https://www.kristianstadsbladet.se/familj/oscar-brown-jr-dod/. Läst 18 augusti 2023.
240. ↑  ”Carlo Maria Giulini är död”. Sveriges Radio. 16 juni 2005. https://sverigesradio.se/artikel/640715. Läst 18 augusti 2023.
241. ↑  ”Per Henrik Wallin är död”. Dagens Nyheter. 20 juni 2005. https://www.dn.se/arkiv/kultur/per-henrik-wallin-ar-dod/. Läst 18 augusti 2023.
242. ↑  ”Soul Asylums basist död”. Svenska Dagbladet. 21 juni 2005. https://www.svd.se/a/467c0947-de82-310a-9d4b-4b464c953204/soul-asylums-basist-dod. Läst 18 augusti 2023.
243. ↑  ”Totta Näslund har avlidit”. SVT Nyheter. 19 juni 2005. https://www.svt.se/kultur/totta-naslund-har-avlidit-1. Läst 18 augusti 2023.
244. ↑  ”Renaldo "Obie" Benson”. Blekinge Läns Tidning. 5 juli 2005. https://www.blt.se/familj-sant/four-tops-medlemmen/. Läst 18 augusti 2023.
245. ↑  ”R&B-artisten Luther Vandross död”. Aftonbladet. 2 juli 2005. https://www.aftonbladet.se/nojesbladet/musik/a/wEg3q4/rb-artisten-luther-vandross-dod. Läst 18 augusti 2023.
246. ↑  ”Dödsfall i utlandet”. Helsingborgs Dagblad. 22 juli 2005. https://www.hd.se/2005-07-22/dodsfall-i-utlandetxWBby. Läst 18 augusti 2023.
247. ↑  ”Fotomodell försökte ta livet av sig - dödade tre”. Expressen. 28 november 2007. https://www.expressen.se/nyheter/fotomodell-forsokte-ta-livet-av-sig-dodade-tre-musiker-9/. Läst 18 augusti 2023.
248. ↑  ”Blueslegenden Long John Baldry död”. Dagens Nyheter. 27 juli 2005. https://www.dn.se/nyheter/blueslegenden-long-john-baldry-dod/. Läst 18 augusti 2023.
249. ↑  ”Al McKibbon, 86, a Leading Jazz Bassist, Dies”. The New York Times. 6 augusti 2005. https://www.nytimes.com/2005/08/06/arts/music/al-mckibbon-86-a-leading-jazz-bassist-dies.html. Läst 18 augusti 2023.
250. ↑  ”Buena Vista Social Clubs sångare död”. Sydsvenskan. 7 augusti 2005. https://www.sydsvenskan.se/2005-08-07/buena-vista-social-clubs-sangare-dod. Läst 19 augusti 2023.
251. ↑  ”Jazzlegenden Charlie Norman är död”. SVT Nyheter. 12 augusti 2005. https://www.svt.se/kultur/jazzlegenden-charlie-norman-ar-dod. Läst 19 augusti 2023.
252. ↑  ”Fiddler Vassar Clements Dies”. The Washington Post. 17 augusti 2005. https://www.washingtonpost.com/archive/local/2005/08/17/fiddler-vassar-clements-dies/ffa5e08f-fdaa-45f7-98f5-29bbcc82cb42/. Läst 19 augusti 2023.
253. ↑  ”Synthpionjären Moog har avlidit”. Svenska Dagbladet. 22 augusti 2005. https://www.svd.se/a/13d24824-7a0d-35da-b9b8-2801aaa165f2/syntpionjaren-moog-har-avlidit. Läst 19 augusti 2023.
254. ↑  ”Bluesmannen RL Burnside död”. Sundsvalls Tidning. 4 september 2005. https://www.st.nu/2005-09-04/bluesmannen--rl-burnside-dod0uuHh. Läst 19 augusti 2023.
255. ↑  ”The Cowsills-sångare hittad död efter "Katrina"”. Dagens Nyheter. 9 januari 2006. https://www.dn.se/kultur-noje/musik/the-cowsills-sangare-hittad-dod-efter-katrina/. Läst 19 augusti 2023.
256. ↑  ”Dragspelsmusikern Erik Frank död”. Kristianstadsbladet. 5 september 2005. https://www.kristianstadsbladet.se/familj/388703/. Läst 19 augusti 2023.
257. ↑  ”Margareta Kjellberg har dött”. Aftonbladet. 12 september 2005. https://www.aftonbladet.se/nyheter/a/QlM9AV/margareta-kjellberg-har-dott. Läst 19 augusti 2023.
258. ↑  ”Big Audio Dynamite-gitarrist död”. Sundsvalls Tidning. 19 oktober 2005. https://www.st.nu/2005-10-19/big-audio-dynamite-gitarrist-dodUI-_M. Läst 19 augusti 2023.
259. ↑  ”Jazzsångerskan Shirley Horn är död”. Dagens Nyheter. 24 oktober 2005. https://www.dn.se/arkiv/kultur/jazzsangerskan-shirley-horn-ar-dod-2/. Läst 19 augusti 2023.
260. ↑  ”Skitch Henderson, 87, 'Tonight' Show Bandleader, Dies”. The New York Times. 3 november 2005. https://www.nytimes.com/2005/11/03/arts/music/skitch-henderson-87-tonight-show-bandleader-dies.html. Läst 20 augusti 2023.
261. ↑  ”Link Wray är död”. Dagens Nyheter. 24 november 2005. https://www.dn.se/arkiv/kultur/link-wray-ar-dod/. Läst 20 augusti 2023.
262. ↑  ”Chris Whitley avliden”. Expressen. 25 november 2005. https://www.expressen.se/noje/chris-whitley-avliden/. Läst 20 augusti 2023.
263. ↑  ”Shadows-trummis död”. Blekinge Läns Tidning. 30 november 2005. https://www.blt.se/kultur-noje/shadows-trummis-dod/. Läst 20 augusti 2023.
264. ↑  ”Constance Keene, 84, a Pianist in the Romantic Mold, Is Dead”. The New York Times. 28 december 2005. https://www.nytimes.com/2005/12/28/arts/music/constance-keene-84-a-pianist-in-the-romantic-mold-is-dead.html. Läst 20 augusti 2023.
265. ↑  ”Birgit Nilsson död”. SVT Nyheter. 11 januari 2006. https://www.svt.se/kultur/birgit-nilsson-dod-1. Läst 20 augusti 2023.